# Суперконтинентальный цикл

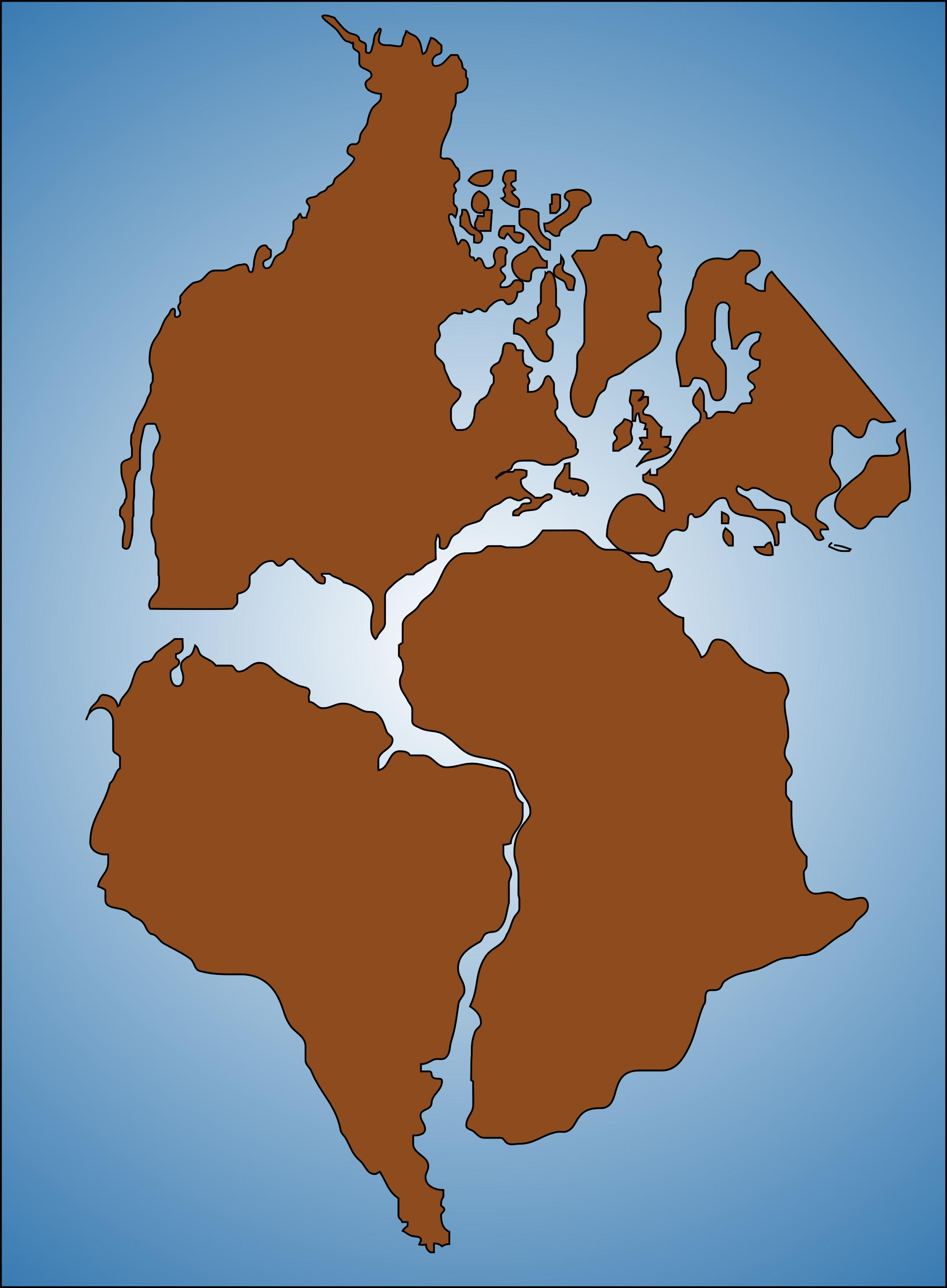
Упрощённая карта Пангеи

Суперконтинентальный цикл — интервал времени между последовательными объединениями всей суши планеты в единый континент. Наукой установлено, что земная кора постоянно переконфигурируется: её блоки движутся относительно друг друга, что приводит к перемещению, столкновению и распаду континентов. При этом точно неизвестно, меняется ли общее количество континентальной коры. Один суперконтинентальный цикл продолжается от 300 до 500 миллионов лет.

## Циклы в теории
Коллизия континентов приводит к укрупнению континентов, в то время как рифтинг порождает новые (меньшие) континенты. Последний суперконтинент, Пангея, образовался 300 миллионов лет тому назад. Он сформировался из осколков предыдущего суперконтинента, Паннотии, существовавшей около 600 миллионов лет тому назад. До этого образование суперконтинентов происходило через нерегулярные промежутки времени. Например, суперконтинент, предшествовавший Паннотии, Родиния, существовал с 1100 до 750 млн лет тому назад, лишь на 150 миллионов лет предшествуя Паннотии. Предыдущий суперконтинент — Колумбия — существовал с 1,8 до 1,5 миллиарда лет тому назад. До этого теория предполагает существование ещё трёх суперконтинентов: Кенорланда с 2,7 до 2,1 миллиарда лет тому назад, Ура 3 миллиарда лет тому назад и Ваальбары от 3,6 до 2,8 миллиарда лет тому назад.

## Методы исследования
Для исследований применяется анализ примесей минералов в древних алмазах. Результаты анализа показывают, что цикл формирования и дробления суперконтинентов начался примерно 3 миллиарда лет тому назад. Алмазы возрастом более 3,2 миллиарда лет содержат только хризолитовые добавки (хризолит встречается в мантии Земли, а в более поздних алмазах чаще встречаются эклогиты, что считается признаком попадания эклогита в алмазообразующие жидкости в процессе коллизии континентов.

## Связь с циклом Уилсона
Гипотетический суперконтинентальный цикл является дополнением цикла Уилсона (назван в честь канадского геолога Д. Т. Уилсона), который описывает периодическое образование и схлопывание океанов. Старейшему известному океанскому дну всего лишь 170 миллионов лет, в то время как старейшему участку континентальной земной коры — более 4 миллиардов лет, так что свидетельства континентальных циклов имеют куда более длительную историю.

## Связь с уровнем моря
Известно, что уровень моря низок в те времена, когда континенты собираются вместе и повышается по мере их раздвижения. Например, уровень моря был низок во время образования Пангеи (пермский период) и Паннотии (неопротерозой), и достигал максимумов в ордовике и меловом периоде, когда континенты расходились. Это объясняется тем, что возраст литосферы под океанами играет важную роль в определении глубины океанов: океанское дно образуется в районах срединно-океанических хребтов. В процессе движения коры от хребтов происходит её охлаждение и усадка, которые приводят к утоньшению коры и увеличению её плотности, что в свою очередь ведёт к понижению океанского дна вдали от срединно-океанических хребтов.
С понижением уровня дна увеличивается объём океанских бассейнов и понижается уровень океанов. Напротив, молодая земная кора под океанами приводит к более мелким океанам и более высокому уровню моря, который в свою очередь приводит к затоплению большей части материков.
Эти связи «суперконтинент > старое дно океана > низкий уровень моря» и «многочисленные континенты > молодое дно океана > высокий уровень моря» усиливаются климатическими факторами:
- Суперконтинент имеет континентальный климат, что повышает вероятность оледенения, которое дополнительно понижает уровень моря.
- Многочисленные континенты имеют более морской климат и уровень моря дополнительно не понижается.

## Связь с глобальной тектоникой
Суперконтинентальный цикл сопровождается изменениями в тектонике. Во время раздробления суперконтинента преобладает рифтинг; эта фаза сменяется фазой спокойного роста океанов; сменяющаяся в свою очередь фазой коллизии континентов, которая начинается со столкновения материков и цепочек островов и завершается столкновениями самих материков. По этому сценарию проходили события в палеозойском суперконтинентальном цикле и происходят сейчас, в мезозойско-кайнозойском цикле.